# Gert-Dietmar Klause
Gert-Dietmar Klause (25 marzo 1945) è un ex fondista tedesco.

## Carriera
In carriera vanta la più prestigiosa medaglia conseguita alle Olimpiadi di Innsbruck 1976, quando arrivò secondo nella 50 km.

## Palmarès

### Olimpiadi
- 1 medaglia:
  - 1 argento (Innsbruck 1976 nella 50 km).

### Mondiali
- 2 medaglie:
  - 1 oro (Falun 1974 nella staffetta 4x10 km).
  - 1 argento (Vysoké Tatry nella 4x10 km).